# Солона Балка
Солона Балка —  селище в Україні, у Карлівській міській громаді Полтавського району Полтавської області. Населення становить 226 осіб. Орган місцевого самоврядування — Карлівська міська рада.

## Географія
Селище Солона Балка розміщене за 2 км від правого берега річки Орчик, вище за течією на відстані 2,5 км наявне місто Карлівка, нижче за течією на відстані 2 км і на протилежному березі — село Федорівка. Поруч з селом розташовані великі відстійники.

## Історія
12 червня 2020 року, відповідно до розпорядження Кабінету Міністрів України № 721-р «Про визначення адміністративних центрів та затвердження територій територіальних громад Полтавської області», селище увійшло до складу Карлівської міської громади.
19 липня 2020 року, в результаті адміністративно - територіальної реформи та ліквідації Карлівського району, селище увійшло до складу новоутвореного Полтавського району Полтавської області.